# Beryl Cuthbertson
Beryl Cuthbertson (verheiratete Beryl Craske; * um 1915; † unbekannt) war eine australische Badmintonspielerin.

## Karriere
Die aus Tasmanien stammende Beryl Cuthbertson gewann 1937 bei den australischen Meisterschaften den Titel im Mixed mit Cecil Craske. Diesen Titel verteidigten beide im Folgejahr, wobei Cuthbertson auch im Damendoppel erfolgreich war. 1939 siegte sie erneut im Doppel und ebenfalls im Dameneinzel. 1936 und 1938 war sie bei den Victoria International erfolgreich. 1939 startete sie in der Whyte Trophy.
Sie heiratete 1946 ihren früheren Mixed-Partner Cecil Ernest Craske.

## Sportliche Erfolge
| Saison | Veranstaltung                     | Disziplin   | Platz | Name                                |
| ------ | --------------------------------- | ----------- | ----- | ----------------------------------- |
| 1937   | Australien: Einzelmeisterschaften | Mixed       | 1     | Cecil Craske / Beryl Cuthbertson    |
| 1938   | Australien: Einzelmeisterschaften | Mixed       | 1     | Cecil Craske / Beryl Cuthbertson    |
| 1938   | Australien: Einzelmeisterschaften | Damendoppel | 1     | Mavis Horsburgh / Beryl Cuthbertson |
| 1939   | Australien: Einzelmeisterschaften | Damendoppel | 1     | Mavis Wray / Beryl Cuthbertson      |
| 1939   | Australien: Einzelmeisterschaften | Dameneinzel | 1     | Beryl Cuthbertson                   |